# Charlottenhof (zámek)
Zámek Charlottenhof je klasicistní zámek v německé Postupimi vybudovaný v roce 1826 ve stylu italské renesanční vily na základech původního panského domu.

## Historie a současnost
Zámek byl letním sídlem korunního prince Fridricha Viléma (1795–1861), od roku 1840 pruského krále Fridricha Viléma IV. Stavba leží v parku jihozápadně od zámeckého komplexu Sanssouci a nachází se ve správě Nadace pruských zámků a zahrad Berlína-Braniborska (Stiftung Preußische Schlösser und Gärten Berlin-Brandenburg). Umělecky smýšlející Fridrich Vilém pověřil v roce 1826 Karla Friedricha Schinkela, aby přeměnil starý panský dům na klasicistní letní sídlo. Zámek byl doplněn anglickou zahradou. Je jedním z hlavních děl Karla Friedricha Schinkela.
Areál parku s jeho různými budovami lze vysledovat až do 18. století. Oficiálně byl zámek a přilehlý park pojmenován “Charlottenhof” na počest Marie Charlotte von Gentzkow, která vlastnila dřívější panský dům v letech 1790 až 1794.
Od roku 1990 je zámek Charlottenhof součástí světového dědictví UNESCO „Paláce a parky v Postupimi a Berlíně“.